# Hadrodemus
Hadrodemus is een geslacht van wantsen uit de familie blindwantsen. Het geslacht werd voor het eerst wetenschappelijk beschreven door Fieber in 1858.

## Soorten
Het genus bevat de volgende soorten:

- Hadrodemus m-flavum (Goeze, 1778)
- Hadrodemus noualhieri (Reuter, 1896)